# Bernard Santona
Bernard Santona   (Pontailler-sur-Saône, 10 de novembre de 1921 - Dijon, 1 de febrer de 1978) va ser un atleta francès, especialista en els 400 metres, i un jugador d'handbol que va competir durant les dècades de 1940 i 1950. Com a atleta va guanyar una medalla d'or en la prova dels 4x400 metres del Campionat d'Europa d'atletisme de 1946, a Oslo. Formà equip amb Yves Cros, Robert Chef d'Hôtel i Jacques Lunis. També guanyà el campionat nacional dels 400 metres de 1947. Com a jugador d'handbol fou 23 vegades internacional amb la selecció francesa entre 1946 i 1955] i va prendre part en el Campionat del món d'handbol de 1954.

## Millors marques
- 200 metres. 22.4" (1948)
- 400 metres. 48.8" (1948)[5]